# RTÉ Sport

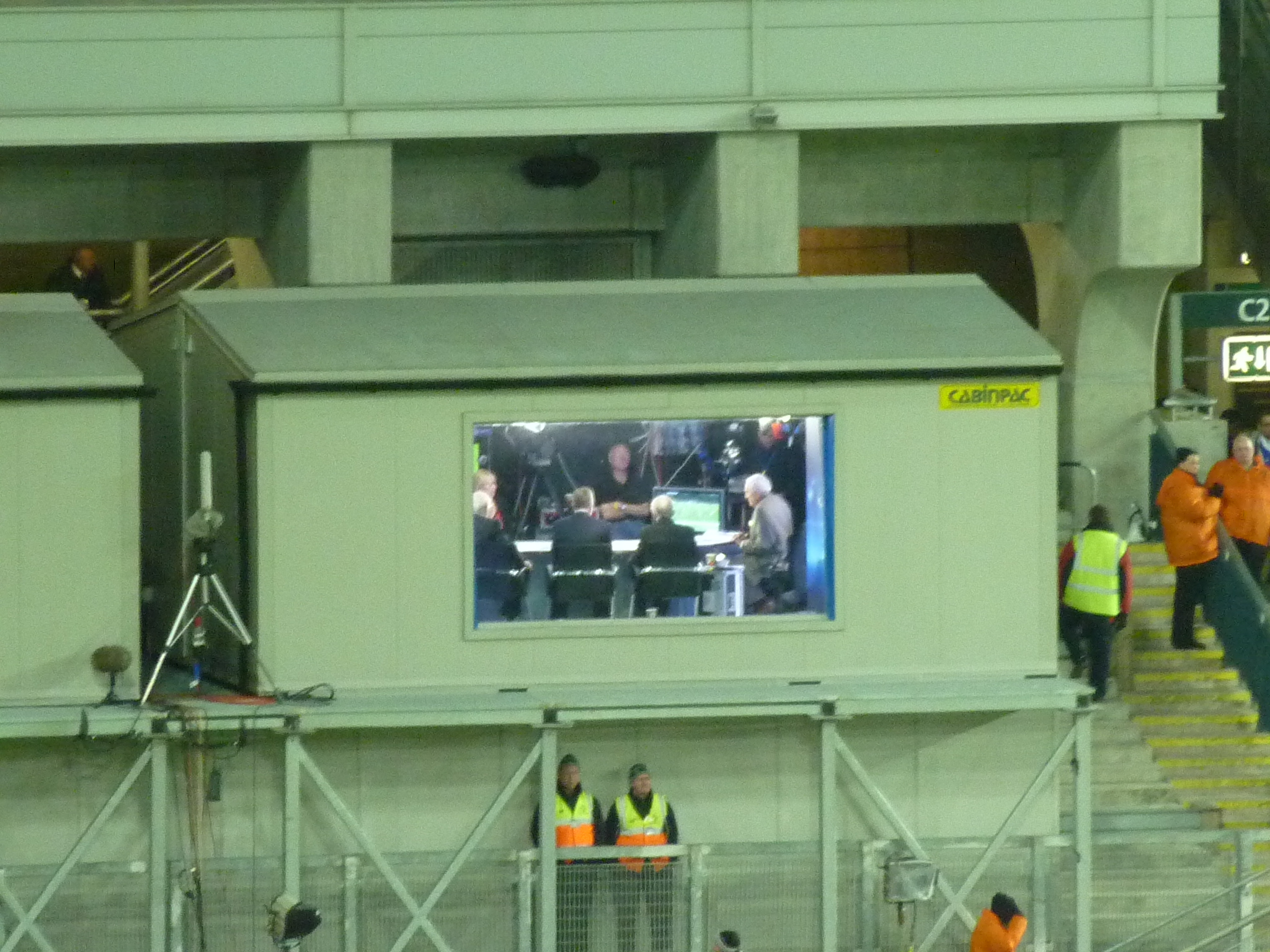
Телестудия RTÉ Sport на стадионе «Кроук Парк»

RTÉ Sport — спортивный департамент ирландской телерадиокомпании RTÉ, обеспечивающий показ спортивных соревнований на платформах RTÉ Radio, RTÉ Television, RTÉ.ie, RTÉ Player Sport и RTÉ Mobile. RTÉ обладает правами на показ спортивных соревнований по радио и на телевидении в Республике Ирландии, а также выпускает специальные спортивные передачи: The Sunday Game, Thank GAA It's Friday, Soccer Republic и RTÉ Racing на RTÉ Television; Game On, Saturday Sport и Sunday Sport на RTÉ Radio. Руководитель — Райл Наджент (с 2010 года).
Конкурентами RTÉ Sport традиционно являлись спортивные департаменты BBC и ITV (соответственно BBC Sport и ITV Sport), которые при этом производили передачи и осуществляли трансляции для британской аудитории и рынка. До конца 1990-х из-за отсутствия конкуренции на ирландском рынке была только RTÉ, позже появились вещатели TG4, Setanta Sports и TV3. Также выделяются такие европейские вещатели, как Eurosport, ESPN и Sky Sports. Тем не менее, несмотря на то, что финал чемпионата мира по футболу показывается ещё и на BBC и на ITV, RTÉ Sport остаётся ведущим спортивным вещателем в стране.

## Телевидение
Телеканал RTÉ Two является основным телеканалом, транслирующим спортивные состязания. В некоторых случаях особо важные соревнования могут быть показаны на RTÉ One.

### Программы
Следующие телепрограммы транслируются на RTÉ Two:
- Soccer Republic — выходит по понедельникам, освещает матчи чемпионата Ирландии и встречи сборной Ирландии. В прошлом вместо неё выходила Monday Night Soccer по понедельникам, а по субботам шла Premier Soccer Saturday.
- League of Ireland Live — матчи чемпионата Ирландии в прямом эфире.
- The Sunday Game — матчи Всеирландского чемпионата по гэльскому футболу и Всеирландского чемпионата по хёрлингу (с мая по сентябрь)
- Against the Head — освещение регбийных матчей
- RTÉ Racing — крупнейшие соревнования Ирландии по скачкам
- Pro Box Live — важнейшие боксёрские поединки

Новости спорта выходят каждый час на радиостанции RTÉ 2fm под названием RTÉ Sport on 2fm. Также на RTÉ выходит в дни международных турниров юмористическое шоу о футболе Après Match.

### Футбол
В начале 2000-х матчи сборной Ирландии показывал эксклюзивно телеканал Sky Sports: среди них были отборочные матчи чемпионатов Европы 2004 и 2008 годов и чемпионата мира 2006 года, в финальных этапах которых Ирландия не участвовала, и домашние товарищеские матчи с 2000 года. Однако позже вмешалось правительство, которое потребовало, чтобы матчи сборной показывались на бесплатных ирландских телеканалах: RTÉ, TV3 или TG4. В наши дни матчи показывают и RTÉ, и Sky Sports: домашние товарищеские игры показывает Setanta Ireland, а повторы лучших моментов показываются на RTÉ или TV3. Всего RTÉ Sport имеет права на показ следующих соревнований:
- Чемпионат мира по футболу (обязательно финал)
- Сборная Ирландии по футболу (все игры в отборочных и финальных этапах чемпионатов мира и Европы)
- Лига чемпионов УЕФА
- Кубок конфедераций
- Чемпионат Ирландии по футболу
- Кубок Ирландии по футболу
- Кубок Ирландии по футболу среди женщин (финал)
- Суперкубок УЕФА
- Кубок африканских наций (2017

Все 64 игры чемпионата мира 2010 года в ЮАР были показаны в прямом эфире, что заняло 200 часов рабочего времени. Освещением турнира занимались Билл О'Херлихи и Джордж Хэмильтон: этот турнир стал для них девятым в карьере. На том мундиале в качестве журналистов и спортивных экспертов телерадиокомпании RTÉ выступали футбольные звёзды прошлых лет: Освальдо Ардилес, Дитмар Хаманн и Кевин Килбэйн. Также матчи и события турнира освещал Лиам Брейди, ранее работавший в тренерском штабе сборной Ирландии при Джованни Трапаттони. Финал чемпионата мира 2014 года стал последним для Билла О'Херлихи, а турнир стал 11-м по счёту; на том же турнире работали Дитмар Хаманн, Освальдо Ардилес (второй турнир), Нил Леннон, Брэд Фридель (последние два в прошлом освещали игры на BBC) и Джим Беглин (сотрудник ITV). Также RTÉ отвечал за показ игр чемпионата мира 2018 года.

#### Известные сотрудники
Телеведущие спортивных программ
- Дарраг Малони
- Питер Коллинз

Приглашённые эксперты
- Джонни Джайлз
- Имон Данфи
- Лиам Брейди
- Грэм Сунесс
- Ронни Уилан
- Ричи Сэдлайр
- Денис Ирвин
- Освальдо Ардилес
- Дитмар Хаманн
- Кевин Килбэйн
- Брэд Фридель
- Пол Клемент
- Нил Леннон
- Майкл О’Нил

Комментаторы
- Джордж Хэмильтон
- Рэй Хаутон
- Гэбриэл Иган
- Тревор Стивен
- Стивен Олкин
- Дэмьен Ричардсон
- Эдриан Имз
- Мэтт Холланд
- Брайан Керр

Сотрудники прошлых лет:
- Билл О'Херлихи
- Кон Мёрфи
- Джимми Мэджи

### Гэльские игры
Первая радиотрансляция по гэльскому футболу прошла в Европе в 1926 году на радиостанции 2RN, предшественнице RTÉ. RTÉ Sport в наши дни занимается организацией трансляций матчей Всеирландского чемпионата по гэльскому футболу, в том числе и некоторых квалификационных матчей чемпионата. Гэльские игры также показываются, помимо RTÉ Sport, в Северной Ирландии на BBC Northern Ireland, однако аудитория у BBC не такая большая, как у RTÉ Sport. В 2008 году 10 игр чемпионата показывал ирландский TV3, однако остальные 40 матчей остались за RTÉ, трансляция которых ведётся и на официальном сайте. С 2011 года матчи чемпионата Ольстера по гэльскому футболу и матчи ольстерских команд во Всеирландском чемпионате показываются на BBC Northern Ireland.
Согласно договорённостям от 2011 года, телеканал TV3 показывал 11 матчей, в том числе и утешительные финалы на англоязычном канале TV3 и ирландскоязычном канале 3e. В 2014 году право на показ перешло к Sky Sports, которые показывают полуфиналы и финалы Всеирландского чемпионата наравне с RTÉ, BBC также сохранила свои права. Традиционно финал является самым рейтинговым событием гэльского футбола на RTÉ и всегда собирает большую аудиторию.

### Регби
Регбийные матчи являются одними из самых популярных трансляций на RTÉ: в 2009 году аудитория решающего матча Кубка шести наций между Ирландией и Уэльсом составила 860 тысяч человек — 68% от всей потенциальной аудитории, что стало рекордом года среди всех телетрансляций. Трансляция игры шла на BBC One, но собрала намного меньшую аудиторию там, чем на RTÉ. В 2010 году RTÉ приобрёл права на показ Кельтской лиги, которую демонстрировали TG4, BBC Northern Ireland и BBC Alba. В 2014 году RTÉ лишился прав на показ Про 12, которые приобрёл Sky Sports: в Ирландии матчи были показаны каналом TG4, в Уэльсе — BBC Wales и S4C, в Шотландии — BBC Scotland, BBC Alba, в Северной Ирландии матчи «Ольстера» — BBC Northern Ireland. При этом RTÉ продолжал показывать матчи сборных Ирландии и все игры Кубка шести наций. До 2007 года RTÉ считался основным вещателем Кубка Хейнекен в Ирландии, а с 2004 года матчи показывает Sky Sports. В 2011 году RTÉ показывал лучшие моменты матчей, пока TG4 не забрал и это право.
Матчи чемпионата мира RTÉ показывал до 2003 года, пока это право не выкупил TV3, но в 2011 году вернул права. В прямом эфире RTÉ были показаны матчи сборной Ирландии и все игры плей-офф, а также лучшие моменты с 19:00 до 22:00 на RTÉ Two а полные права на показ игр в прямом эфире приобрёл канал Setanta. TG4 показывал повторы матчей днём. На RTÉ матчи комментировал Том Макгёрк, аналитиками были Конор О'Ши, Брент Поуп и Джордж Хук. Лучшие моменты комментировал Дэйр О'Брайан с участием таких звёзд, как Виктор Костелло, Шейн Хорган, Фрэнки Шэхан, Джон Шмидт и Бен Кей (с ESPN). Комментировали игры RTÉ Хью Кэхилл, Райл Наджент, Донал Ленихан, Тони Уорд, Ральф Киз и Кёрт Маккуилкин. Джорджа Хэмильтона заменил Дарраг Малони. В 2015 году игры чемпионата мира снова показывал TV3. После утраты прав на показ Кубка шести наций в 2018 году RTÉ занялся показами матчей женских сборных и сборных до 20 лет, события освещал Дэйр О'Брайан при помощи Бернарда Джекмана и Джеймса Дауни, а также Хью Кэхилла, Донала Ленихана и многих других звёзд регби.

### Гольф
RTÉ обладает эксклюзивными правами правами на показ единственного профессионального турнира по гольфу в стране Irish Open в прямом эфире. В 2011 году все соревнования были показаны днём на RTÉ One и повторы лучших моментов на RTÉ Two. Sky Sports также показывает все четыре дня турнира Irish Open, а RTÉ Radio в программах Saturday и Sunday Sport освещает события субботы и воскресенья на Irish Open.

### Другие виды спорта
RTÉ является главным олимпийским вещателем и показывает почти все соревнования с участием сборной Ирландии в олимпийской программе, а также финалы, в которых не выступают ирландцы. Так, во время Олимпиады в Пекине на RTÉ Two выходила передача Ireland's Olympians. Также RTÉ Sport обеспечивает показ скачек, в том числе Голуэйские скачки и Панчестаунский фестиваль. Соревнования Irish Racing освещает сотрудник телеканала Трэйси Пигготт, но при этом такие важные соревнования по скачкам на Британских островах, как Челтнэмский фестиваль, Дерби и Национальный Гран-при, показывает именно 4-й канал (Channel 4). За показ лучших моментов соревнований отвечает RTÉ News.
С 1970-х по 1997 годы главной спортивной программой RTÉ была Sports Stadium, которая по субботам показывала в прямом эфире футбольные матчи и скачки, а также предоставляла краткие сводки о других спортивных событиях — тем самым была конкурентом программы Grandstand на BBC или World of Sport на ITV. В 1992 году после начала трансляции английской Премьер-лиги по футболу RTÉ лишился прав на показ матчей, что ударило по репутации передачи, и в 1997 году программа исчезла, уступив место Saturday Sports Live, которая освещала только один футбольный или регбийный матч. С 1998 года по субботам не показываются на регулярной основе спортивные события в прямом эфире, кроме крупных событий наподобие Кубка шести наций.
Официальным вещателем Формулы-1 также был RTÉ, комментировал все события Питер Коллинз.

## Радио
В эфире радиостанции RTÉ Radio 1 выходят две ведущие программы:
- Saturday Sport — матчи чемпионата Ирландии по футболу и спортивные события субботы
- Sunday Sport — матчи первенства по гэльскому футболу и спортивные события воскресенья.

Каждый час выходят выпуски новостей RTÉ Sport on 2fm на радиостанции RTÉ 2fm, по будням выходит в 19:00 программа Game On.

## Скандалы
В 2012 году премию спортсмена года от RTÉ Sports вручили Кэти Тейлор, однако в момент оглашения по телевидению был запущен рекламный ролик L'Oréal, чему возмутились телезрители. Райл Наджент вынужден был принести извинения за «технические неполадки».